# Aeschynomene paraguayensis
Aeschynomene paraguayensis är en ärtväxtart som beskrevs av Velva Elaine Rudd. Aeschynomene paraguayensis ingår i släktet Aeschynomene och familjen ärtväxter. Inga underarter finns listade i Catalogue of Life.